# Bioestratinomia

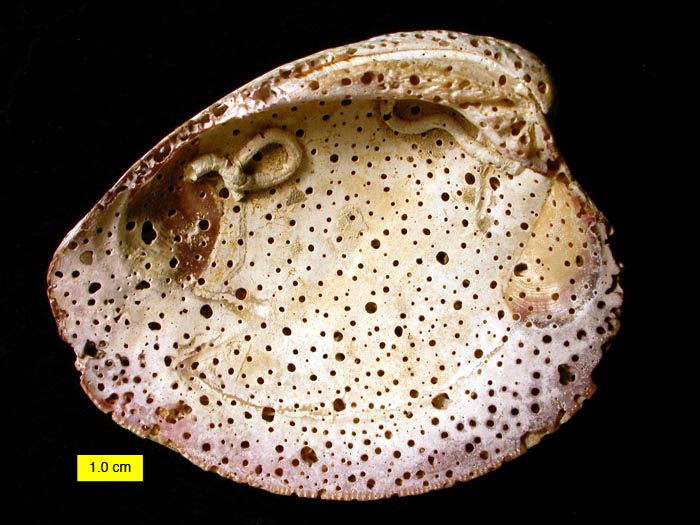
Petxina de Mercenaria mercenaria afectada per bioerosió i per l'acció d'organismes incrustants. Aquests fenòmens es produeixen en la fase bioestratinòmica

La bioestratinomia és l'estudi dels processos tafonòmics que es produeixen des del moment en què es genera una resta que es pot convertir en fòssil fins que és enterrada. Pot haver-hi restes que es fossilitzen sense haver patit cap alteració bioestratinòmica (per exemple, els de organismes que viuen dins d'un sediment). Els processos bioestratinòmics són diversos: putrefacció, bioerosió, necrocinesi (desplaçament de les restes una volta mort l'organisme), dissolució, etc.
Els processos tafonòmics posteriors a l'enterrament formen part del camp de la fossildiagènesi.